# Alaskaspov
Alaskaspov (Numenius tahitiensis) är en vadarfågel och en av Alaskas tre endemiska fågelarter. Den är en långväga flyttfågel som övervintrar på öar i Stilla havet. Beståndet är relativt litet och i minskande. IUCN kategoriserar den som livskraftig. 

## Utseende
Till storlek och form som en småspov, men är något grövre och tyngre. Den väger cirka 400 gram men ökar till mellan 600 och 750 gram inför sin långa flytt. Alaskaspoven har en längd på cirka 43 cm och ett vingspann på cirka 84 cm och precis som hos de andra spovarna så är honan större och har en något längre näbb. Den har för spovar den typiska långa nedåtböjda näbben som på sommaren har en rosa bas och mörk näbbspets, medan den om vintern är helmörk. 
I alla dräkter har den grå ben, vit eller ljust beige undersida och övergump och en ljus stjärt med mörka tvärgående streck. Ovansidan är mörkt brun med inslag av grått och med stora sandfärgade prickar. Den har ett kraftigt ljust ögonbrynsstreck i stark kontrast till sin mörka tygel. Den har mörk hjässa och saknar småspovens ljusa hjässband. Bröstet är streckat i grått och brunt. Dess undre vingtäckare är rödbruna i kontrast till de närmast gråblå pennorna. 
Alskaspoven har stråliknande fjädrar där benen möter kroppen, vilket gett arten det engelska namnet Bristle-thighed Curlew.

## Läten
I flykten hörs ett klart "teeooip", påfallande lik en busvissling. Spellätet består av liknande fylliga, visslande toner.

## Utbredning och systematik

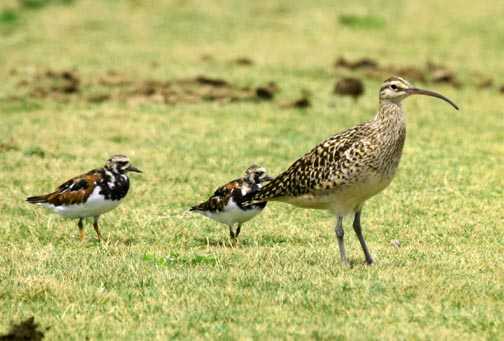
En alaskaspov tillsammans med två roskarlar.

Världsbeståndet av alaskaspov är ganska litet. Den häckar på tundra vid endast två begränsade områden i Alaska: vid utloppet av Yukonfloden och på Sewardhalvön. 
Arten är flyttfågel, dess flyttvägar är inte helt utredda. Men man har fastslagit att vissa individer om hösten flyger sydväst över Japan till Hawaii, Laysanöarna, Linjeöarna och Marshallöarna i Oceanien i Stilla havet. Den flyger då minst 4 000 km utan att stanna och ibland upp till 6 000 km. Andra flyger direkt söderut över Hawaii till Linjeöarna vid ekvatorn och ögruppen Franska Polynesien cirka 2 000 km sydost om ekvatorn. Individerna som flyger den senare rutten och som övervintrar på Franska Polynesien tillryggalägger en flytt nonstop på upp till 9 700 km.

### Taxonomi

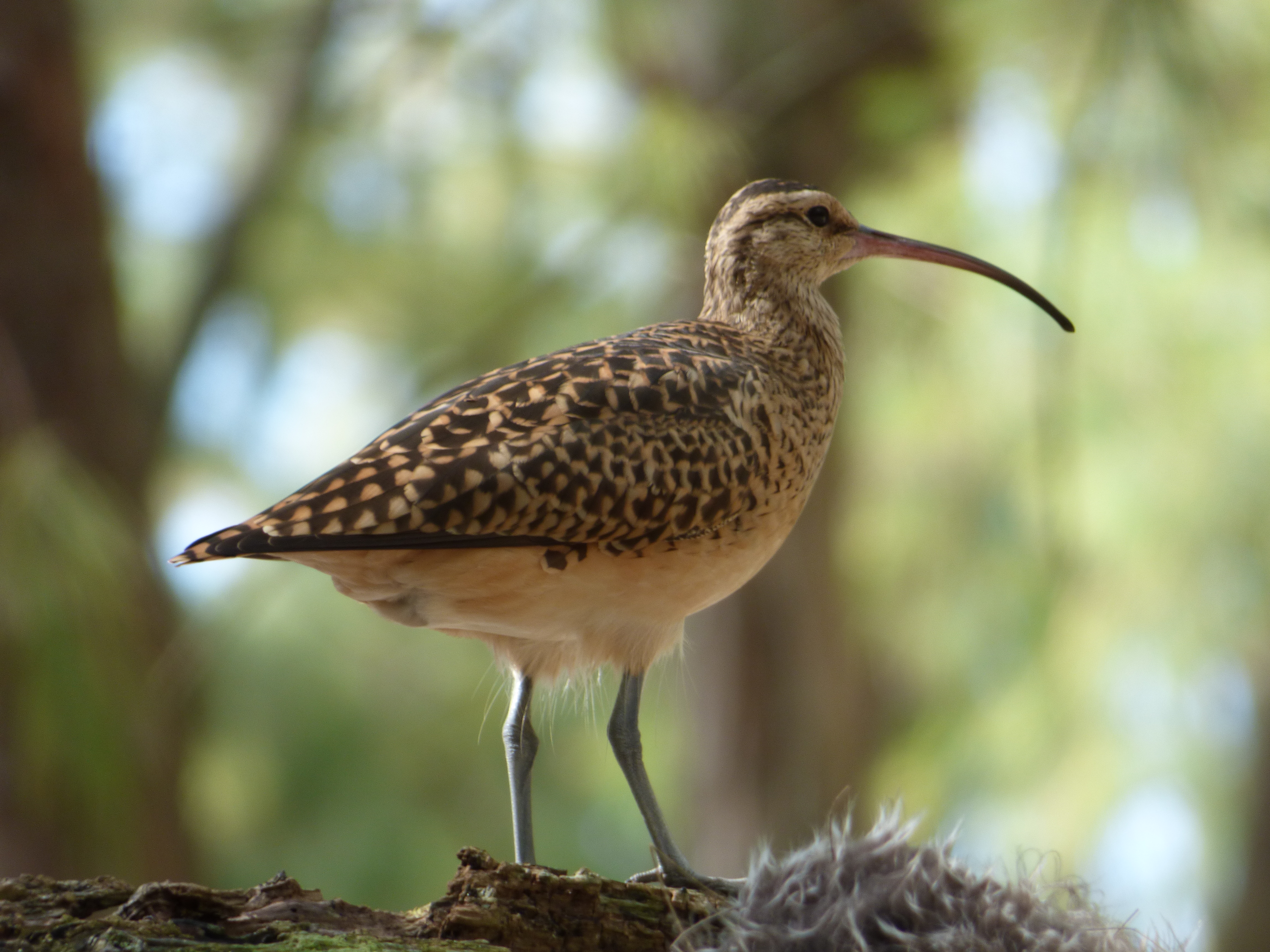
Alaskaspov i Hawaii.

1769 blev alaskaspoven känd för vetenskapen i och med att den första individen samlades in under James Cooks första resa runt världen. Fågeln hittades på Tahiti och dess häckningsplats förblev okänd i mer än 150 år. Det första boet hittades den 12 juni 1948 i bergstrakter vid Yukonflodens nedre delar. Dess vetenskapliga namn tahitiensis har den fått på grund av den första fyndplatsen.

## Ekologi
När ungarna är ungefär fem veckor gör föräldrarna sin höstflytt och lämnar ungarna att växa till sig, som sedan själva företar sig höstflytten. Studier har visat att runt 50% av alaskaspovarna på Laysanöarna är flygoförmögna under ruggningen vilket de är ensamma om bland alla vadarfåglar. De juvenila fåglarna stannar året runt i sina vinterkvarter och återvänder till häckningsplatserna vid tre års ålder.

## Status och hot
Artens världspopulation är liten och minskar i antal, troligen på grund av predation och jakt i dess övervintringsområde då möjligen över hälften av de ruggande vuxna individerna är flygoförmögna. Tidigare listade därför internationella naturvårdsunionen IUCN därför arten som sårbar (VU), men sänkte dess hotstatus till nära hotad (NT) 2020 efter tecken på att jakttrycket minskat betydande och att den är på väg att återhämta sig i delar av utbredningsområdet. Världspopulationen uppskattas till 10 000 vuxna individer.